# Mistrzostwa NCAA Division I w Zapasach w 2004
Mistrzostwa NCAA Division I w zapasach rozgrywane były w Saint Louis w dniach 18–20 marca 2004 roku. Zawody odbyły się na terenie Scottrade Center.
Punkty zdobyło 67 drużyn.
- Outstanding Wrestler – Jesse Jantzen[2]

## Wyniki

### Drużynowo
| Kolejność | Szkoła                         | Zespół          |
| --------- | ------------------------------ | --------------- |
| 1.        | Oklahoma State University      | Cowboys         |
| 2.        | University of Iowa             | Hawkeyes        |
| 3.        | Ohio State University          | Buckeyes        |
| 3.        | Lehigh University              | Mountain Hawks  |
| 5.        | University of Nebraska–Lincoln | Cornhuskers     |
| 6.        | Iowa State University          | Cyclones        |
| 7.        | University of Illinois         | Fighting Illini |
| 8.        | University of Minnesota        | Golden Gophers  |

### All American

#### 125 lb
| Lp. | Zawodnik       | Szkoła                |
| --- | -------------- | --------------------- |
| 1.  | Jason Powell   | Nebraska              |
| 2.  | Kyle Ott       | Illinois              |
| 3.  | Sam Hazewinkel | Oklahoma              |
| 4.  | Mario Stuart   | Lehigh                |
| 5.  | Matt Valenti   | Pennsylvania          |
| 6.  | Vic Moreno     | California Poly-State |
| 7.  | Rob Rebmann    | Drexel                |
| 8.  | Joe Dubuque    | Indiana               |

#### 133 lb
| Lp. | Zawodnik        | Szkoła                |
| --- | --------------- | --------------------- |
| 1.  | Zach Roberson   | Iowa State            |
| 2.  | Josh Moore      | Penn State            |
| 3.  | Johnhy Thompson | Oklahoma State        |
| 4.  | Darrel Vasquez  | California Poly-State |
| 5.  | Travis Lee      | Cornell               |
| 6.  | Foley Dowd      | Michigan              |
| 7.  | Mark Jayne      | Illinois              |
| 8.  | Mat Sanchez     | Cal State Bakersfield |

#### 141 lb
| Lp. | Zawodnik       | Szkoła           |
| --- | -------------- | ---------------- |
| 1.  | Cliff Moore    | Iowa             |
| 2.  | Matt Murray    | Nebraska         |
| 3.  | Scot Moore     | Virginia         |
| 4.  | Jason Mester   | Central Michigan |
| 5.  | Nick Gallick   | Iowa State       |
| 6.  | Teyon Ware     | Oklahoma         |
| 7.  | Cory Cooperman | Lehigh           |
| 8.  | Coyte Cooper   | Indiana          |

#### 149 lb
| Lp. | Zawodnik       | Szkoła         |
| --- | -------------- | -------------- |
| 1.  | Jesse Jantzen  | Harvard        |
| 2.  | Zack Esposito  | Oklahoma State |
| 3.  | Josh Churella  | Michigan       |
| 4.  | Dustin Manotti | Cornell        |
| 5.  | Jeremy Spates  | Missouri       |
| 6.  | Jeff Ecklof    | Oklahoma       |
| 7.  | Travis Shufelt | Nebraska       |
| 8.  | Jeff Ratliff   | Ohio State     |

#### 157 lb
| Lp. | Zawodnik        | Szkoła         |
| --- | --------------- | -------------- |
| 1.  | Matt Gentry     | Stanford       |
| 2.  | Jake Percival   | Ohio           |
| 3.  | Ryan Bertin     | Michigan       |
| 4.  | Alex Tirapelle  | Illinois       |
| 5.  | Johny Hendricks | Oklahoma State |
| 6.  | Travis Paulson  | Iowa State     |
| 7.  | Kenny Burleson  | Missouri       |
| 8.  | Phillip Simpson | Army           |

#### 165 lb
| Lp. | Zawodnik       | Szkoła           |
| --- | -------------- | ---------------- |
| 1.  | Troy Letters   | Lehigh           |
| 2.  | Tyrone Lewis   | Oklahoma State   |
| 3.  | Matt King      | Edinboro         |
| 4.  | Jacob Volkmann | Minnesota        |
| 5.  | John Clark     | Ohio State       |
| 6.  | David Bolyard  | Central Michigan |
| 7.  | Jacob Klein    | Nebraska         |
| 8.  | Tim Foley      | Virginia         |

#### 174 lb
| Lp. | Zawodnik        | Szkoła         |
| --- | --------------- | -------------- |
| 1.  | Chris Pendleton | Oklahoma State |
| 2.  | Ben Askren      | Missouri       |
| 3.  | Tyler Nixt      | Iowa           |
| 4.  | Brad Dillon     | Lehigh         |
| 5.  | Ryan Lange      | Purdue         |
| 6.  | Eric Hauan      | Northern Iowa  |
| 7.  | Pete Friedl     | Illinois       |
| 8.  | Nate Yetzer     | Edinboro       |

#### 184 lb
| Lp. | Zawodnik     | Szkoła            |
| --- | ------------ | ----------------- |
| 1.  | Greg Jones   | West Virginia     |
| 2.  | Ben Heizer   | Northern Illinois |
| 3.  | Jake Rosholt | Oklahoma State    |
| 4.  | Paul Bradley | Iowa              |
| 5.  | Blake Kaplan | Ohio State        |
| 6.  | Brian Glynn  | Illinois          |
| 7.  | Kurt Backes  | Iowa State        |
| 8.  | Travis Frick | Lehigh            |

#### 197 lb
| Lp. | Zawodnik          | Szkoła             |
| --- | ----------------- | ------------------ |
| 1.  | Damion Hahn       | Minnesota          |
| 2.  | Ryan Fulsaas      | University of Iowa |
| 3.  | James Bergman     | Ohio State         |
| 4.  | Ryan Bader        | Arizona State      |
| 5.  | Chris Skretkowicz | Hofstra            |
| 6.  | Sean Stender      | Northern Iowa      |
| 7.  | Matt Greenberg    | Cornell            |
| 8.  | Kyle Cerminara    | SUNY Buffalo       |

#### 285 lb
| Lp. | Zawodnik         | Szkoła         |
| --- | ---------------- | -------------- |
| 1.  | Thomas Rowlands  | Ohio State     |
| 2.  | Pat Cummins      | Penn State     |
| 3.  | Leonce Crump     | Oklahoma       |
| 4.  | Cole Konrad      | Minnesota      |
| 5.  | Matt Feast       | Pennsylvania   |
| 6.  | Greg Wagner      | Michigan       |
| 7.  | Willie Gruenwald | Oklahoma State |
| 8.  | Scott Coleman    | Iowa State     |